# Stephane Leonard
Stephane Leonard (* 19. April 1979 in Berlin) ist ein deutscher Künstler. Er lebt und arbeitet vorwiegend in Brandenburg und Berlin.

## Ausbildung
Stephane Leonard studierte von 2001 bis 2002 Philosophie und Kunstgeschichte an der Humboldt-Universität zu Berlin. Von 2002 bis 2007 studierte er Freie Kunst mit dem Schwerpunkt Zeichnung unter Professor Paco Knöller an der Hochschule für Künste Bremen. Zusätzlich war Leonard Gasthörer in der Videokunst Klasse von Professor Jean-François Guiton und nahm darüber hinaus an diverse Kursen der Neuen und elektronischen Musik teil. Von 2007 bis 2008 war Leonard Meisterschüler von Paco Knöller.
Nach dem Studium in Bremen und längeren Aufenthalten in New York in den Jahren 2005 und 2006, kehrte Leonard 2006 nach Berlin zurück.

## Werk
Stephane Leonard arbeitet in den unterschiedlichsten Medien. Sein Werk umfasst Zeichnungen, Malerei, Klanginstallationen, Musikveröffentlichungen, Videoinstallationen, Musikvideos, Filme und Texte. Ein Schwerpunkt sind die großformatige Zeichnungen, aber auch Klangcollagen und Videoarbeiten spielen eine wichtige Rolle in der künstlerischen Tätigkeit Leonards. Speziell in den Zeichnungen zeigen sich immer wieder die Verbindungen zwischen der akustischen und der visuellen Kunst. Dabei wird in älteren Arbeiten oft nicht klar, ob die Zeichnung eine Partitur für ein Musikstück ist oder inspiriert von der Musik entstanden ist.
Neue Werke beschäftigen sich weitestgehend mit der Linie an sich. Großformatige Zeichnungen auf Leinwand oder Papier, oft mit der Sprühdose oder als Monotypie-Druck ausgeführt, zeigen Linien, die sich zu Formen oder Objekten bzw. wie Leonard sie selber nennt zu „beinahe Objekten im Vergehen oder Entstehen“ verdichten.

## Künstlerische Laufbahn
Durch die Eltern, einen Architekten, der seine Ausbildung an der Kunsthochschule Weißensee erhielt, und eine Bauingenieurin, beide gebürtige Berliner, war Stephane Leonard frühauf von Kunstbüchern in den heimischen Regalen und Kunstdrucken an den Wänden, insbesondere von Lyonel Feininger und El Lissitzky, umgeben.
Mit 12 Jahren begann Leonard intensiv zu zeichnen. Zunächst hauptsächlich Buchstabenabstraktionen, später auch Figuren und grafische Kompositionen. Dies führte zu einer Laufbahn als Graffiti-Künstler. Mit 16 Jahren entdeckte Leonard nach eigener Aussage in einem Kunstbuch ein Bild von Cy Twombly, dessen Abstraktion er mit größter Freiheit verband und welches fortan, den Wunsch in ihm weckte selber Künstler zu werden. Während eines Schüleraustauschprogramms, das den 17-Jährigen 7 Monate lang nach Missouri in die USA führte, begann er auf Leinwänden zu malen und kleinere Skulpturen aus Ton zu formen. Nach seiner Rückkehr veränderten sich seine Wandgemälde und wurden um Elemente der Streetart, wie dem Papierkleben und der Schablonentechnik erweitert. Aus Buchstabenkombinationen wurden nun immer abstraktere Murals mit bis zu 20 m Länge. Noch während der Schulzeit auf dem Gymnasium gewann Stephane Leonard verschiedene Kunstpreise für Schüler, sowie die mehrfache Teilnahme an Druckseminaren unter anderem in Neubrandenburg im Atelier Rauch, welches unter der Anleitung von Augustin M. Noffke stattfand und dessen Arbeiten bei Leonard einen bleibenden Eindruck hinterließen. Das erste eigene Geld verdiente Leonard mit Auftragsarbeiten für Wandgemälde, sowie der Anleitung von Graffitikursen in Jugendclubs.
Mit 20 Jahren begann Leonard in Vorbereitung auf die Kunsthochschule hauptsächlich auf Papier und Leinwand zu arbeiten. Im Jahr 2000, während einer Reise durch Italien auf den Spuren von Cy Twombly, festigte sich der Wunsch, Freie Kunst mit dem Schwerpunkt Zeichnung zu studieren.
Nach einem Jahr Studium der Philosophie und Kunstgeschichte in Berlin gelang Leonard die Aufnahmeprüfung an der Hochschule für Künste Bremen, wo er bis einschließlich seinem Meisterschülerjahr unter Paco Knöller studierte. Er verbrachte außerdem sehr viel Zeit in den Druckwerkstätten der Hochschule, war Gasthörer in der Videokunstklasse und besuchte verschiedene Seminare der Neuen und elektronischen Musik.
2005 verließ Stephane Leonard Bremen und siedelte für einige Monate nach New York in die USA über, wo er unter anderem als Assistent für die Videokünstlerin Shelly Silver, sowie das Musiklabel Mute Records arbeitete. Neben Zeichnungen entstanden in New York der experimentelle Dokumentarfilm „Coney Island, USA“, sowie diverse Klangarbeiten. 2006, nach seiner Rückkehr nach Berlin, bezog er sein erstes eigenes Atelier und arbeitet seitdem als Freier Künstler.

## Musikalische Laufbahn
Stephane Leonard war zunächst als Sänger und Texter in verschiedenen Formationen, wie der Alternative-Punk-Band ‘Baukies‘ und der Rockband ‘Diamond Day‘, aktiv, begann jedoch im Jahre 2001 zunächst unter dem Synonym ‘plastikk‘ und später unter eigenem Namen als Solist für laptopbasierte elektronische Musik. 2003 gründete er gemeinsam mit dem Filmemacher und Fotografen Claudio Pfeifer das Künstlerkollektiv und Label für neue und experimentelle Musik naivsuper, welches fortan für einige Veröffentlichungen von Stephane Leonard verantwortlich war. naivsuper entwickelte sich in den folgenden Jahren zu einer Plattform für das gemeinsame künstlerische Schaffen der beiden Gründer und wurde neben den Musikveröffentlichungen, welche 2010 eingestellt wurden, zur Produktionsfirma gemeinsamer Filme und Videos sowie einem Verlag für kleinformatige Künstlerpublikationen.
Ein typisches Merkmal seines musikalischen Stils waren die auf sogenannten Fieldrecordings und manipulierten Samples basierenden Kompositionen, welche zwischen nahezu Stille und lautem musikalischem Aufbäumen rangieren. Seine Musik war experimentell, elektronisch bis organisch, mit Berührungsmomenten zur Drone-Musik, Electronica, Ambient und sogar zum Noise. Das im Jahre 2008 erschienene Album Lykkelig Dry, welches auch die letzte physische Veröffentlichung von Leonard war (danach folgte lediglich noch eine online-EP), wurde auch als Glitch beschrieben und wiederholt mit der Atmosphäre in der Musik von Fennesz verglichen.
Stephane Leonard arbeitete regelmäßig in Kooperationen mit Musikern aus den unterschiedlichsten Genres. Gemeinsam mit Marcel Türkowsky bildeten sie das Duo Leo Mars und mit Ansgar Wilken und Michael Rieken das Trio Julijuni. Darüber hinaus war Leonard als Komponist und Musiker für das Berliner Laptop Orchester Endliche Automaten tätig, sowie zeitweise als Mitglied des holländischen Free Jazz Ensembles um Gerard Ammerlaan.
Auftritte mit dem Laptop Orchester führten Leonard durch Ost-Europa und bis nach Mallorca. Als Solokünstler trat er darüber hinaus mehrfach in New York, Skandinavien, den Niederlanden, Spanien und unzählige Male in Deutschland und Berlin auf.
Neben der eigenen Musikproduktion war Leonard auch als Kurator und Veranstalter tätig. So z. B. von 2003 bis 2005 als Mitbegründer und Initiator des Plastik-Clubs in Bremen, welcher monatlich Konzerte und Kunstevents veranstaltete, sowie von 2008 bis 2009 als Kurator für die Electronic Church, einen Raum für experimentelle Musik und Performance in Berlin.

## Filmische Laufbahn
2003 begann Stephane Leonard zum ersten Mal mit einer Videokamera zu arbeiten. Im Rahmen seines Studiums der Freien Künste an der Hochschule für Künste in Bremen drehte er gemeinsam mit Claudio Pfeifer einen Dokumentarfilm über verschiedene Wohn- und Lebenssituationen in Bremen. Leonard sagt heute, dass die Arbeit an diesem Film die beste filmische Ausbildung überhaupt war, da er wie „ins kalte Wasser gestoßen“ mit allen möglichen Problemen auf einmal konfrontiert wurde und die Lösung dieser Probleme einen umfassenden Ein- und Überblick über alle Aspekte des Filmemachens gab.
Es folgten Videoinstallation und erste Musikvideos, unter anderem für die Band Seidenmatt (heute: SDNMT) und Torchous aus Berlin.
Nach vielen kleineren Produktionen, Experimenten und Kurzfilmen drehte Leonard 2010 für die Hamburger Band Hundreds sein erstes Musikvideo für den nationalen Markt. Darauf folgten preisgekrönte und international veröffentlichte Videos für die Berliner Band Bodi Bill sowie mehrere Videos für Me and My Drummer, Clarence + Napoleon, aber auch Cäthe, Einar Stray, Rue Royale, UNS, Peer, UNMAP und The/Das, um nur einige zu nennen.
Leonard hat versucht, bei allen Videos seine eigene künstlerische Sprache zu vertiefen und weiterzuentwickeln, was jedoch in der kommerziellen Verwertung der Videos nicht immer möglich war, sodass er sich seit 2014 aus der Produktion von Videos ohne künstlerischen Anspruch wieder zurückzog.

## Auszeichnungen
- 2007/2008 Meisterschüler unter Paco Knöller
- 2007 Videokunst Förderpreis der Stadt Bremen
- 2008 Nominierung für das Meisterschülerstipendium: Junge Kunst Essen
- 2009 Kompositionsreise mit den Endlichen Automaten (Laptop Orchester Berlin) durch Ost-Europa gefördert von der Robert-Bosch-Stiftung, der ungarischen Kulturhauptstadt Pécs und dem Goethe-Institut
- 2010 Künstlerresidenz im USF in Bergen, Norwegen
- 2010 Kompositionsstipendium der Schering Stiftung in Zusammenarbeit mit MitOst für die Endlichen Automaten (Laptop Orchester Berlin)
- 2011 Gewinner eines Award of Excellence bei den Los Angeles Movie Awards für das Musikvideo ‘Bodi Bill - Brand New Carpet’
- 2012 Gewinner des Best Music Video Award beim Porto7 Oporto International Film Festival für das Musikvideo ‘Bodi Bill - What’
- 2013 Ausstellungsstipendium für die Städtische Galerie im Turm in Berlin-Friedrichshain
- 2015 Ausstellungsstipendium und Artist in Residence im Maus Habitos in Porto, Portugal
- 2016 Ausstellungsstipendium für die Temporäre Galerie in der Quartiershalle Campus Rütli - CR², Berlin

## Ausstellungen

### Einzelausstellungen
- 2002 temporäre Galerie Themenläden, Berlin
- 2004 Hochschule für Künste, Bremen (Vordiplom)
- 2006 Galerie Invalid, Berlin - ‘New York Short Stories’
- 2008 OWSUM Art Space, Groningen (NL) - ‘copy.space.copy.ship’
- 2010 Podium Art Space, Oslo, NO - ‘I am here, please destroy me’
- 2013 Staub Shop / Galerie Berlin - ‘Crazy Diamond’
- 2013 naivsuper Galerie, Berlin - ‘HOUSTON I AM THE PROBLEM’
- 2013 Galerie im Turm, Berlin - ‘YOU ARE MY FREEDOM / I AM YOUR PRISON’ 2014
- 2013 okazi Galerie, Berlin - ‘Neid fressen Seele auf’
- 2015 Maus Habitos, Porto, Portugal - ‘Trauma’
- 2015 Projectspace 404, Bremen - ‘Chasing A Ghost’
- 2015 okazi Galerie, Berlin
- 2016 Temporäre Galerie in der Quartiershalle Campus Rütli - CR², Berlin - 'Inseln'

### Gruppenausstellungen (Auswahl)
- 2003 Bangkok University Art Gallery, Bangkok, Thailand - ‘Bangkok-Bremen’
- 2004 Focke Museum, Bremen
- 2004 Neues Museum Weserburg, Bremen - ‘HfK trifft REM: Reihe Elektronischer Musik’
- 2005 Neues Museum Weserburg, Bremen - ‘Stabile Seitenlage’ (JuliJuni mit Dave Allen)
- 2005 Contemporary Artist Center North Adams, MA (USA) - ‘Unsilently’
- 2006 Diapason Gallery, New York, NY, USA - ‘Klangperformance’
- 2006 Galerie Pankow, Berlin - ‘Freies Feld’
- 2006 Kunsthalle Bremen - ‘40 Jahre Videokunst
- 2006 Flux Factory Queens, NY (USA) - ‘Works on Paper’
- 2007 Städtische Galerie im Buntentor, Bremen - ‘30 Jahre Förderpreis’
- 2007 Hochschule für Künste Bremen - ‘Fantasie’ und ‘Diplomausstellung’
- 2008 Neues Museum Weserburg, Bremen - ‘Videokunst Förderpreis’
- 2008 Städtische Galerie im Buntentor, Bremen - ‘Unendlich (Meisterschüler)’
- 2006 Kirgisian National Museum for Fine Arts - ‘Package for Kirgisien’
- 2009 General Public, Berlin - ‘Ubiquitous Oscillations’
- 2010 Riga Art Space Riga, Estonia - ‘STERNE SEHEN’
- 2010 Manzara Perspectives Istanbul, Turkey - ‘EVEN MY MUM CAN MAKE A BOOK’
- 2010 Neuer Kunstverein Wuppertal, GER - ‘Utopia/Dystopia’ 2011
- 2011 Sprungturm Galerie Köln - ‘PogoBooks Art Show’
- 2011 Neonchocolate Galerie Berlin - ‘naivsuper Book / PogoBooks Art Show’
- 2011 General Public Artspace Berlin - ‘naivsuper Book / PogoBooks Art Show’
- 2012 Südkorea - ‘Zine Pages Fest’
- 2013 Kunstverein Tiergarten / Galerie Nord Berlin - ‘Anonyme Zeichner 2013’
- 2013 Galerie Delikatessenhaus Leipzig - ‘Anonyme Zeichner 2013’
- 2013 Temporary Art Centre (TAC) Eindhoven, NL - ‘Anonyme Zeichner 2013’
- 2013 Sixtus Villa Berlin - ‘Unterströmung’
- 2013 Das Gift Artspace Berlin - ‘Shambolic’
- 2014 Pavillon am Milchhof - ‘Anonyme Zeichner 2014’
- 2014 Stiftung Schloss Neuhardenberg - ‘Brandenburgischer Kunstpreis 2014’

## Diskographie

### Veröffentlichungen
- Schmalfilmer EP (sinnbus, 2002)
- Schmalfilmer RMX 2003 EP (naivsuper, 2003)
- Hörtheater (naivsuper, 2004)
- Elegy (serein, 2005)
- TRi (luvsound, 2006)
- Exponat (Froggi, 2006)
- Crown Heights (luvsound, 2007)
- Lykkelig Dyr (Heilskabaal, naivsuper, 2008)
- Please destroy me (Frozen Elephants, 2010)

### Mit Plastic Doll
- 26 secret codes to brainwash your neighbour (naivsuper, 2004)

### Mit Leo Mars
- lightears (naivsuper 2008)

### Compilations
- VA Bias (luumu, 2004)
- VA Tracks in the Snow (serene, 2005)
- VA Our Lives in the Bush of Disquiet (disquiet, 2006)
- VA OIO (serein, 2006)
- VA Fieldrecording Festival (2006)
- VA Berlin taperun (2010)

### Contributions
- Christophe Bailleau: La Lude / La Sonde (naivsuper, 2006)